# Haslau-Maria Ellend
Haslau-Maria Ellend ist eine Gemeinde mit 2027 Einwohnern (Stand 1. Jänner 2025) im Bezirk Bruck an der Leitha in Niederösterreich. Sie entstand 1969 durch den Zusammenschluss der Gemeinden Maria Ellend und Haslau an der Donau. Maria Ellend ist ein alter Marienwallfahrtsort mit einer Lourdesgrotte.

## Geografie

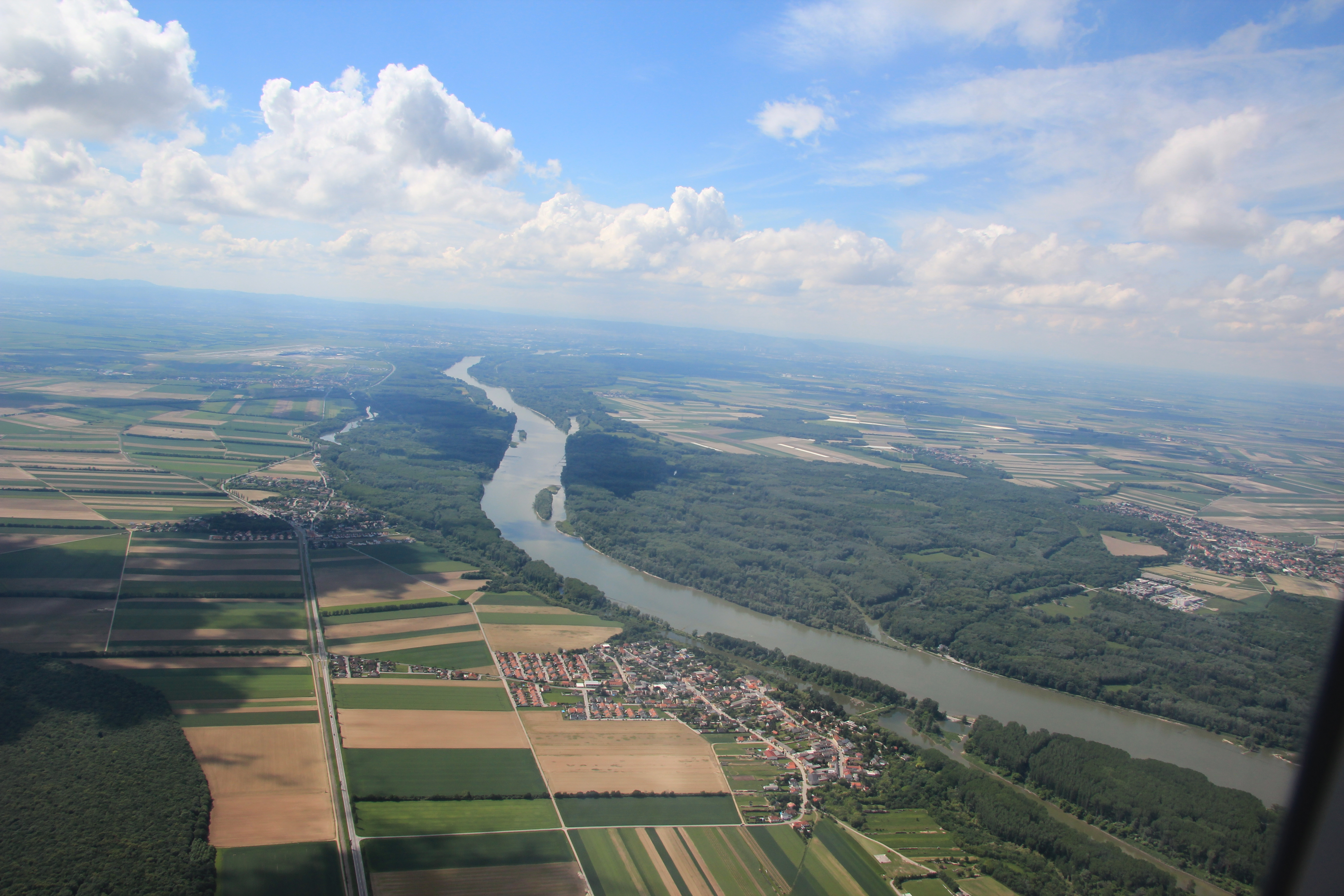
Panorama der Donau östlich von Wien, im Vordergrund Haslau, links dahinter Maria Ellend.

Haslau-Maria Ellend liegt an der Donau im Industrieviertel in Niederösterreich. Die Fläche der Gemeinde umfasst 24,85 Quadratkilometer. Jeweils über vierzig Prozent der Fläche sind bewaldet und landwirtschaftlich genutzt. Fast sieben Prozent entfallen auf die Donau.

### Gemeindegliederung
| Katastralgemeinden                                       | Ortschaften in der Gemeinde                             |
| -------------------------------------------------------- | ------------------------------------------------------- |
| Haslau an der Donau (11,09 km²) Maria Ellend (13,72 km²) | Haslau an der Donau · Maria Ellend (D) · Neu Haslau (D) |
| Legende                                                  |                                                         |

| In der Spalte Katastralgemeinden sind sämtliche Katastralgemeinden einer Gemeinde angeführt. In der Klammer ist die jeweilige Fläche in km² angegeben. |
| In der Spalte Ortschaften sind sämtliche von der Statistik Austria erfassten Siedlungen, die auch eine eigene Ortschaftskennziffer aufweisen, angeführt. In der Hierarchieebene derselben Spalte, rechts eingerückt, werden nur Ansiedlungen, die mindestens aus mehreren Häusern bestehen, dargestellt. Die wichtigsten der verwendeten Abkürzungen sind: - M = Hauptort der Gemeinde - Stt = Stadtteil - R = Rotte - W = Weiler - D = Dorf - ZH = Zerstreute Häuser - Sdlg = Siedlung - Hgr = Häusergruppe - E = Einzelgehöft (nur wenn sie eine eigene Ortschaftskennziffer haben) Die komplette Liste der Statistik Austria ist in: Topographische Siedlungskennzeichnung nach STAT Zu beachten ist, dass manche Orte unterschiedliche Schreibweisen haben können. So können sich Katastralgemeinden anders schreiben als gleichnamige Ortschaften bzw. Gemeinden. Quelle: Statistik Austria – Liste für Niederösterreich (PDF) |

| Katastralgemeinden                                       | Ortschaften in der Gemeinde                             |
| -------------------------------------------------------- | ------------------------------------------------------- |
| Haslau an der Donau (11,09 km²) Maria Ellend (13,72 km²) | Haslau an der Donau · Maria Ellend (D) · Neu Haslau (D) |
| Legende                                                  |                                                         |

| In der Spalte Katastralgemeinden sind sämtliche Katastralgemeinden einer Gemeinde angeführt. In der Klammer ist die jeweilige Fläche in km² angegeben. |
| In der Spalte Ortschaften sind sämtliche von der Statistik Austria erfassten Siedlungen, die auch eine eigene Ortschaftskennziffer aufweisen, angeführt. In der Hierarchieebene derselben Spalte, rechts eingerückt, werden nur Ansiedlungen, die mindestens aus mehreren Häusern bestehen, dargestellt. Die wichtigsten der verwendeten Abkürzungen sind: - M = Hauptort der Gemeinde - Stt = Stadtteil - R = Rotte - W = Weiler - D = Dorf - ZH = Zerstreute Häuser - Sdlg = Siedlung - Hgr = Häusergruppe - E = Einzelgehöft (nur wenn sie eine eigene Ortschaftskennziffer haben) Die komplette Liste der Statistik Austria ist in: Topographische Siedlungskennzeichnung nach STAT Zu beachten ist, dass manche Orte unterschiedliche Schreibweisen haben können. So können sich Katastralgemeinden anders schreiben als gleichnamige Ortschaften bzw. Gemeinden. Quelle: Statistik Austria – Liste für Niederösterreich (PDF) |

Das Gemeindegebiet umfasst folgende zwei Ortschaften (in Klammern Einwohner Stand 1. Jänner 2025):
- Haslau an der Donau (937)
- Maria Ellend (1090)

### Nachbargemeinden
| Mannsdorf (Gänserndorf)  | Orth an der Donau (Gänserndorf)             |            |
| Fischamend               | Kompassrose, die auf Nachbargemeinden zeigt | Scharndorf |
| Enzersdorf an der Fischa | Göttlesbrunn-Arbesthal                      |            |

## Geschichte
Eine Sage aus dem 14. Jahrhundert berichtet über die Entstehung des Ortsnamens: Spielende Kinder entdeckten an den Ufern der Donau eine Marienstatue, die scheinbar gegen den Strom zu schwimmen schien. Die Stelle wurde „Maria Anlandt“ genannt, daraus entwickelte sich im Laufe der Zeit „Maria Alland“ und schließlich „Maria Ellend“.
Im Altertum war das Gebiet Teil der römischen Provinz Pannonien. Die erste urkundliche Erwähnung erfolgte um 1080 unter dem Namen „Haselawa“, vom 12. bis 14. Jahrhundert wurde der Ort durch das Rittergeschlecht von Haslau bestimmt und damit auch Standort einer Burg. In dieser Zeit war der Ort ein Lehen von Orth an der Donau, beziehungsweise Petronell. Nach den Türkenkriegen 1529 und 1683 war der Ort stark entvölkert und wurde in der Folge von Kroaten besiedelt, weshalb landläufig der Ortsname Kroatisch-Haslau verwendet wurde.
Im 18. Jahrhundert kam es zu einem Erdrutsch, bei dem die nördliche Zeile des ehemaligen Straßendorfes abstürzte.
1770–1772 wurde die Wallfahrtskirche durch Franz Josef Gabriel von Abensperg und Traun erbaut und der Ort seither Maria Ellend genannt. 1906–1914 erfolgte die Erbauung der Wallfahrtsanlage und Lourdesgrotte gegenüber der Wallfahrtskirche. Für einen Anstieg der Wallfahrerzahlen sorgte die Eröffnung der Bahnstation im selben Jahr. Seit 1929 wird die Pfarre und die Wallfahrt durch die Missionare von der Heiligen Familie betreut.
Nach dem Zusammenbruch der Donaumonarchie 1918 strebte die Bevölkerung den ursprünglichen Ortsnamen Haslau an.
Im Zweiten Weltkrieg wurde Haslau/Maria Ellend Opfer von einigen Bombenangriffen und 1945 von der Roten Armee besetzt.
1969 wurden die beiden Orte schließlich zu einer Gemeinde zusammengelegt.

### Einwohnerentwicklung
Das Wachstum der Bevölkerungszahl in den letzten Jahrzehnten beruht auf einer starken Zuwanderung. Seit 1991 ist auch die Geburtenbilanz positiv.
| Haslau-Maria Ellend: Einwohnerzahlen von 1869 bis 2025 | Haslau-Maria Ellend: Einwohnerzahlen von 1869 bis 2025 | Haslau-Maria Ellend: Einwohnerzahlen von 1869 bis 2025 | Haslau-Maria Ellend: Einwohnerzahlen von 1869 bis 2025 | Haslau-Maria Ellend: Einwohnerzahlen von 1869 bis 2025 |
| ------------------------------------------------------ | ------------------------------------------------------ | ------------------------------------------------------ | ------------------------------------------------------ | ------------------------------------------------------ |
| Jahr                                                   |                                                        |                                                        |                                                        | Einwohner                                              |
| 1869                                                   | 1869                                                   |                                                        | 557                                                    | 557                                                    |
| 1880                                                   | 1880                                                   |                                                        | 608                                                    | 608                                                    |
| 1890                                                   | 1890                                                   |                                                        | 598                                                    | 598                                                    |
| 1900                                                   | 1900                                                   |                                                        | 640                                                    | 640                                                    |
| 1910                                                   | 1910                                                   |                                                        | 646                                                    | 646                                                    |
| 1923                                                   | 1923                                                   |                                                        | 742                                                    | 742                                                    |
| 1934                                                   | 1934                                                   |                                                        | 836                                                    | 836                                                    |
| 1939                                                   | 1939                                                   |                                                        | 841                                                    | 841                                                    |
| 1951                                                   | 1951                                                   |                                                        | 894                                                    | 894                                                    |
| 1961                                                   | 1961                                                   |                                                        | 913                                                    | 913                                                    |
| 1971                                                   | 1971                                                   |                                                        | 1.025                                                  | 1.025                                                  |
| 1981                                                   | 1981                                                   |                                                        | 993                                                    | 993                                                    |
| 1991                                                   | 1991                                                   |                                                        | 1.089                                                  | 1.089                                                  |
| 2001                                                   | 2001                                                   |                                                        | 1.312                                                  | 1.312                                                  |
| 2011                                                   | 2011                                                   |                                                        | 1.855                                                  | 1.855                                                  |
| 2021                                                   | 2021                                                   |                                                        | 2.021                                                  | 2.021                                                  |
| 2025                                                   | 2025                                                   |                                                        | 2.027                                                  | 2.027                                                  |
| Quelle(n): Statistik Austria, Gebietsstand 1.1.2021    |                                                        |                                                        |                                                        |                                                        |

## Kultur und Sehenswürdigkeiten
Maria Ellend:

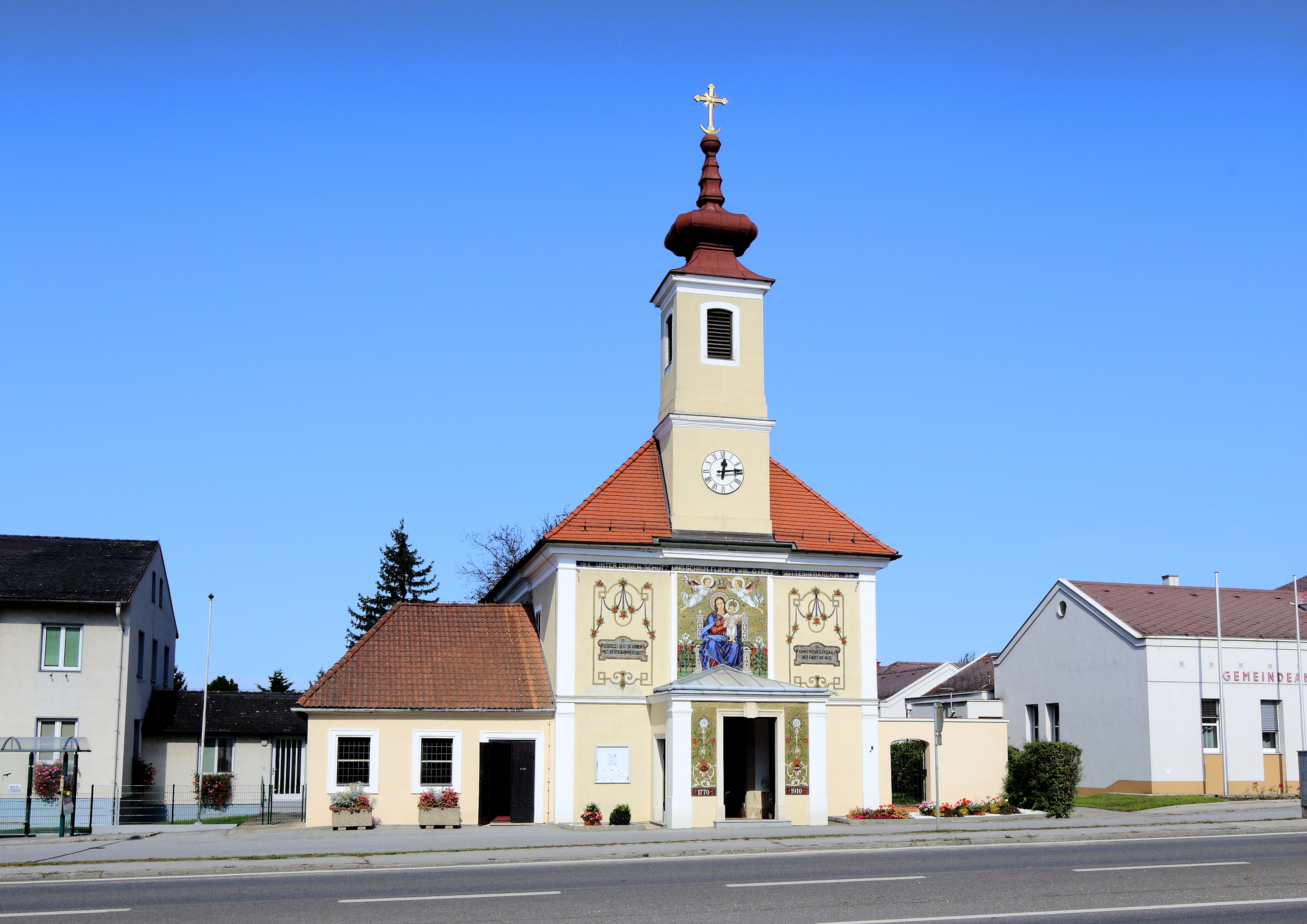
Pfarr- und Wallfahrtskirche Maria Ellend

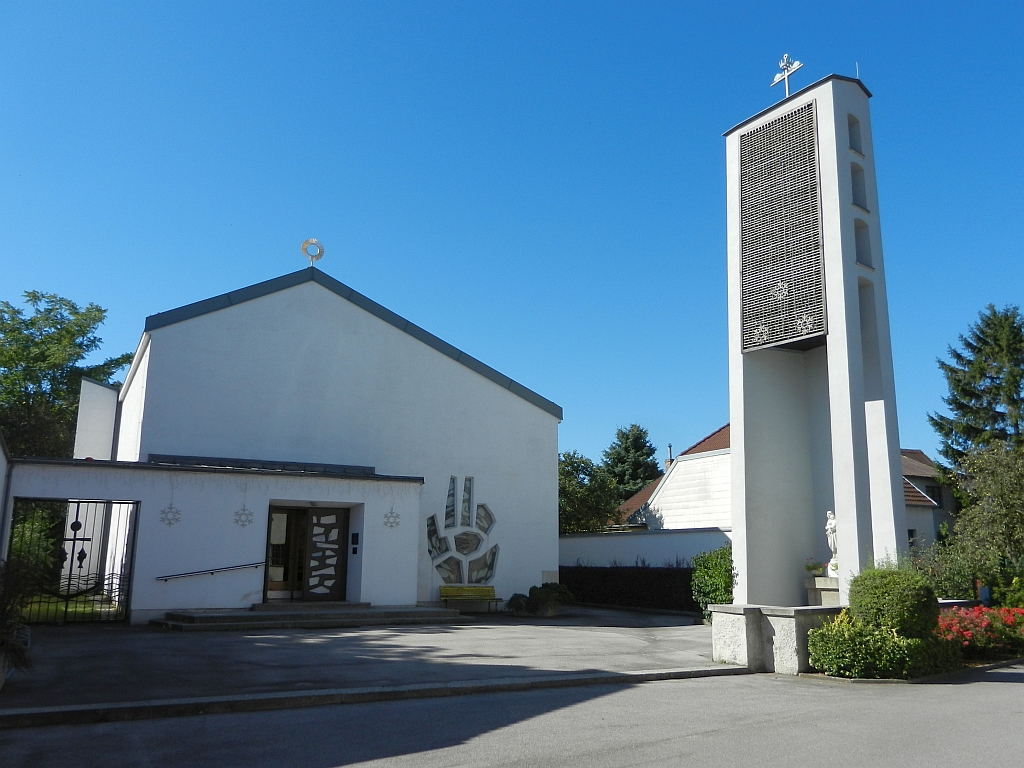
Fischerkirche

- Pfarr- und Wallfahrtskirche Maria Ellend Unserer lieben Frau: 1770 errichtet, 1910 Anbringung des Mosaikbildes „Muttergottes an der Straße“ auf der Portalfassade der Kirche
- Lourdesgrotte: befindet sich gegenüber der Wallfahrtskirche
- Maria Ellender Donauauen: Teil der Nationalpark Donau-Auen

Haslau:
- Fischerkirche
- Haslauerhof
- Haslauer Donauauen: Teil der Nationalpark Donau-Auen
- Kapellenplatz

## Wirtschaft und Infrastruktur
Nichtlandwirtschaftliche Arbeitsstätten gab es im Jahr 2001 50, land- und forstwirtschaftliche Betriebe nach der Erhebung 1999 36. Die Zahl der Erwerbstätigen am Wohnort betrug nach der Volkszählung 2001 605. Die Erwerbsquote lag 2001 bei 47,56 Prozent. Arbeitslose gab es am Ort im Jahresdurchschnitt 2003 20.

### Öffentliche Einrichtungen
In beiden Ortsteilen befindet sich je ein Kindergarten und in Haslau zusätzlich eine Volksschule.

### Verkehr
- Haslau-Maria Ellend hat zwei Haltestellen der S-Bahn.
- Die Donaufähre Orth–Haslau-Maria Ellend quert die Donau.
- Die Pressburger Straße B 9 führt durch die Gemeinde.
- In Haslau-Maria Ellend mündet der von Frauenkirchen kommende und überwiegend im Burgenland verlaufende Jakobsweg Burgenland in den Jakobsweg Österreich.

## Politik

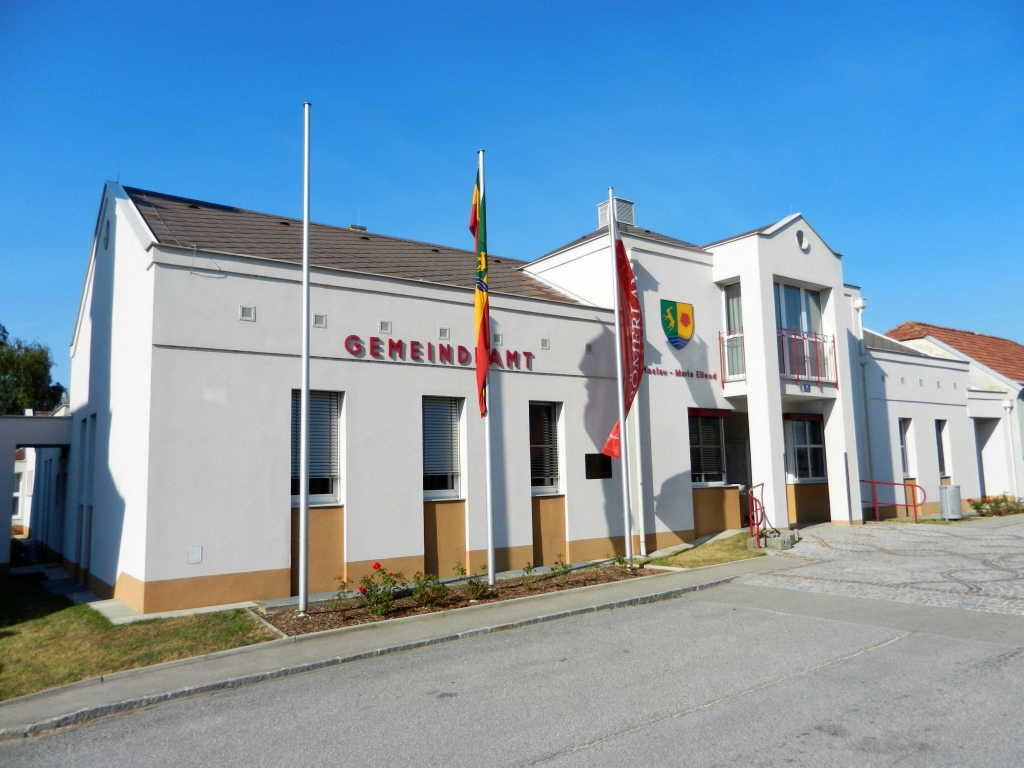
Gemeindeamt

### Gemeinderat
Der Gemeinderat hatte 19 Mitglieder und 21 Mitglieder ab dem Jahr 2025.
- Nach den Gemeinderatswahlen in Niederösterreich 1990 hatte der Gemeinderat folgende Verteilung: 12 SPÖ und 7 ÖVP.
- Nach den Gemeinderatswahlen in Niederösterreich 1995 hatte der Gemeinderat folgende Verteilung: 11 SPÖ, 5 ÖVP, 2 FPÖ und 1 LIF.[7]
- Nach den Gemeinderatswahlen in Niederösterreich 2000 hatte der Gemeinderat folgende Verteilung: 9 SPÖ, 8 ÖVP, 1 FPÖ und 1 LIF.[8]
- Nach den Gemeinderatswahlen in Niederösterreich 2005 hatte der Gemeinderat folgende Verteilung: 10 SPÖ, 8 ÖVP und 1 GRÜNE.[9]
- Nach den Gemeinderatswahlen in Niederösterreich 2010 hatte der Gemeinderat folgende Verteilung: 11 SPÖ, 7 ÖVP und 1 GRÜNE.[10]
- Nach den Gemeinderatswahlen in Niederösterreich 2015 hatte der Gemeinderat folgende Verteilung: 12 ÖVP und 7 SPÖ.[11]
- Nach den Gemeinderatswahlen in Niederösterreich 2020 hatte der Gemeinderat folgende Verteilung: 14 ÖVP und 5 SPÖ.[12]
- Nach den Gemeinderatswahlen in Niederösterreich 2025 hat der Gemeinderat folgende Verteilung: 16 ÖVP und 5 SPÖ.[13]

### Bürgermeister
- 1924–1938 Johann Zeyer
- 1945–? Johann Zeyer (ÖVP)
- ?–1993 Franz Geistler (SPÖ)
- 1993–2009 Helmut Fritz (SPÖ)[14]
- 2009–2015 Elisabeth Scherz (SPÖ)
- seit 2015 Jürgen Preselmaier (ÖVP)[15]

## Persönlichkeiten

### Söhne und Töchter der Gemeinde
- Johann Zeyer (1894–1970), Landwirt und Politiker

### Personen mit Bezug zur Gemeinde
- Adolf Tuma (* 1956), Lithograf und Briefmarkengestalter, lebt in Maria Ellend